# Kalle Sauerland

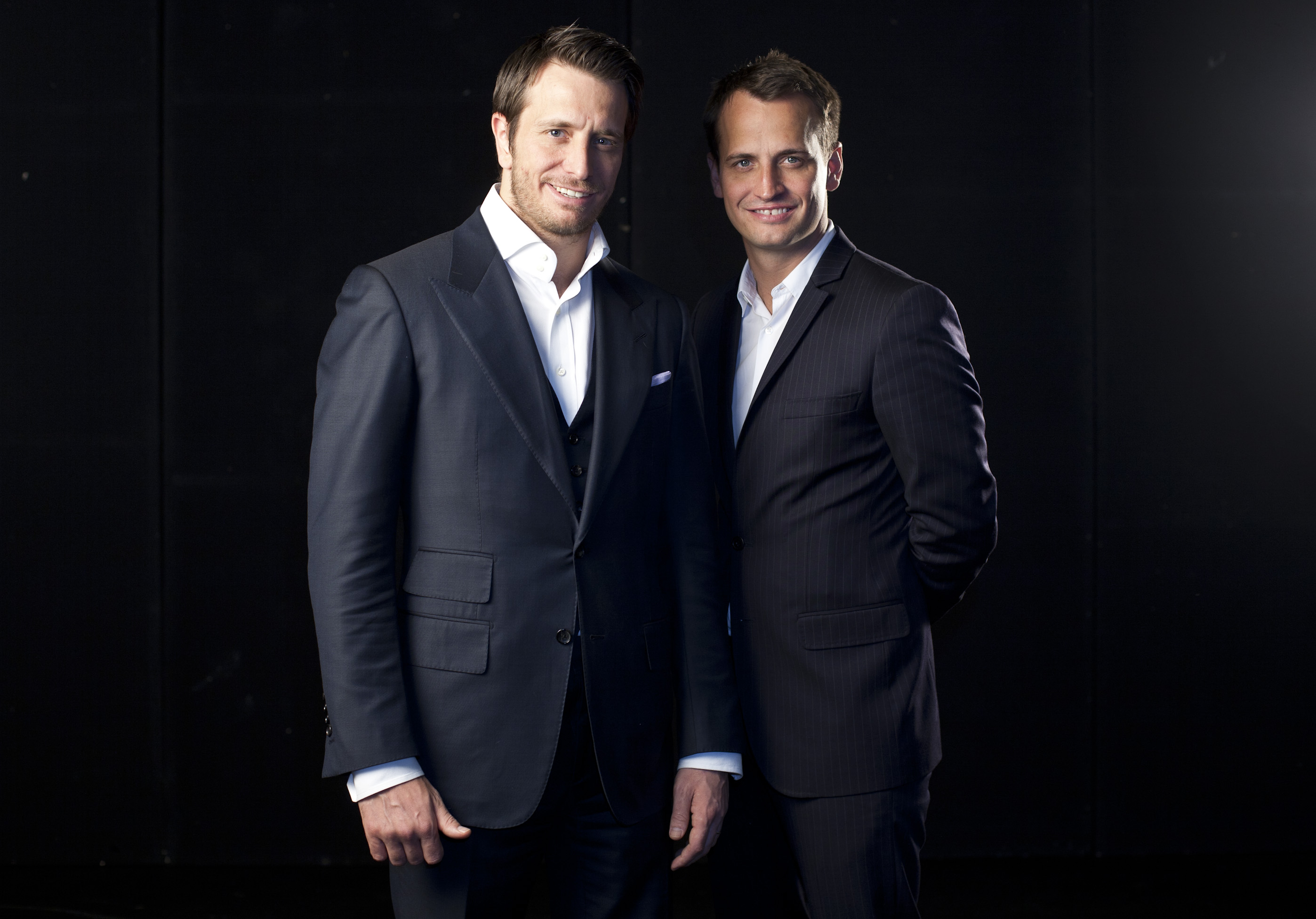
Kalle Sauerland (links) mit Bruder Nisse Sauerland (rechts), 2012

Karl-Robin „Kalle“ Sauerland (* 14. April 1977 in Wuppertal) ist ein deutscher Boxpromoter.

## Leben
Sauerland wurde als Sohn des Boxpromoters Wilfried Sauerland und einer Schwedin geboren. Er hat noch einen Bruder namens Nisse, der ebenfalls Sportpromoter ist. 1979 zog Sauerlands Mutter mit den Kindern nach London. Nach drei Jahren in London ging die Familie nach Gstaad in die Schweiz, wo er eine amerikanische Schule besuchte. Als Sauerland zehn Jahre alt war, zog man nach London zurück. Nach Angaben des Vaters kamen die Brüder Kalle und Nisse bereits als Kinder mit dem Boxsport in Berührung, da Sportler aus seinem Boxstall oft auf seine Söhne aufpassten. Kalle Sauerland studierte in London Betriebswirtschaftslehre und Marketing und arbeitete zunächst in der Sportrechte-Agentur International Management Group. Anfänglich war er im Bereich Fußball tätig und betreute unter anderem die Brasilianische Fußballnationalmannschaft. Ab 2008 war Sauerland Leiter der in Hamburg ansässigen deutschen Zweigstelle des Vermarktungsunternehmens Kentaro.
Nebenbei ging Sauerland selbst dem Boxsport nach und stieg später in das Unternehmen seines Vaters Sauerland Event, einen in Berlin ansässigen Boxstall und Stand 2014 größter deutscher Boxveranstalter, als Juniorchef ein. Er baute die Firma um, gestaltete sie internationaler und medialer. Als Mitpromoter von David Haye hatte er entscheidenden Anteil am Zustandekommen des Weltmeisterschaftskampfes zwischen Haye und Wladimir Klitschko im Juli 2011, nachdem die mehr als zwei Jahre andauernden Verhandlungen zwischen den beiden Lagern nicht zum Vertragsabschluss geführt hatten.
2009 rief Sauerland unter anderem dank Anregungen seiner Frau die Boxserie Super Six mit den besten Super-Mittelgewichtlern der Welt ins Leben. Für dieses Wettkampfformat gewann er den US-Fernsehsender Showtime. Später wurden Super-Six-Turniere auch in anderen Gewichtsklassen ausgetragen. Sauerland wurde bei dem in der Schweiz ansässigen Unternehmen Comosa AG, das als Veranstalter der Turniere auftritt, Leiter des Boxgeschäfts. 2014 zog er mit dem Sender Sat.1 einen neuen Fernsehpartner für den Sauerland-Boxstall an Land, nachdem die ARD den Vertrag mit Sauerland nicht mehr verlängert hatte. Im April 2016 hob er in Skandinavien zusammen mit der Modern Times Group einen eigenen Boxsender, Viaplay Fighting, aus der Taufe.
Im September 2008 heiratete Sauerland in Hamburg die aus einer Reederfamilie stammende Nathalie Aschpurwis. Das Paar hat zwei Söhne und lebt in Hamburg und London. Sauerland ist Anhänger der Fußballmannschaft Tottenham Hotspur. Nach der Übernahme des Sauerland-Boxstalls durch das US-Unternehmen Wasserman Media Group wurde Sauerland gemeinsam mit seinem Bruder Nisse dort Leiter des Boxgeschäfts.